# وارونه (فیلم ۲۰۱۲)
وارونه (به انگلیسی: Upside Down)محصول سال ۲۰۱۲، فیلمی رمانتیک - فانتزی محصول مشترک دو کشور فرانسه و کانادا می‌باشد که نویسندگی و کارگردانی آن را جان دیه‌گو سولانس بر عهده داشته‌است.